# Onorificenze degli Stati preunitari d'Italia
Elenco delle onorificenze e degli ordini di merito e cavallereschi distribuiti dagli Stati pre-unitari.

## Regno d'Italia (1805 – 1814)
Il Gran Maestro degli Ordini era il re d'Italia.
| Nastro | Onorificenza               |
| ------ | -------------------------- |
|        | Ordine della Corona ferrea |

## Ducato di Lucca
Il Gran Maestro degli Ordini era il duca di Lucca.
| Nastro | Onorificenza                                      |
| ------ | ------------------------------------------------- |
|        | Ordine di San Giorgio al merito militare          |
|        | Ordine del merito sotto il titolo di San Lodovico |

## Ducato di Modena e Reggio
Il Gran Maestro dell'Ordine era il duca di Modena.
| Nastro   | Onorificenza                                             |
| -------- | -------------------------------------------------------- |
|          | Ordine dell'Aquila estense                               |
| Medaglie |                                                          |
|          | Croce d'anzianità di servizio (50 e 20 anni di servizio) |
|          | Medaglia per la disciolta Brigata Estense                |

## Ducato di Parma e Piacenza
Il Gran Maestro degli Ordini era il duca di Parma.
| Nastro           | Onorificenza |
| ---------------- | --- |
|                  | Sacro angelico imperiale ordine costantiniano di San Giorgio (gran maestro, cavalieri di gran croce, cavalieri di giustizia, cavalieri di merito, cavalieri serventi, cavalieri scudieri) (Atto del 27 luglio 1697 - 15 maggio 1734 / 24 aprile 1816 - 17 dicembre 1845)    |
|                  | Sacro angelico imperiale ordine costantiniano di San Giorgio (gran maestro, senatori gran croce colla collana, senatori gran croce, commendatori, cavalieri di 1ª classe, cavalieri di 2ª classe) (D. del 17 dicembre 1845 - oggi)                                          |
|                  | Decorazione per il Merito Civile sotto il titolo di San Lodovico (D. n° 103 del 22 dicembre 1836 - 11 agosto 1849) |
|                  | Ordine del merito sotto il titolo di San Lodovico (1 gran maestro, 20 gran croci, 30 commendatori, 60 cavalieri di 1ª classe, 80 cavalieri di 2ª classe, 100 decorati della croce di san Lodovico di 5ª Classe) (Atto Sovrano n° 380 dell'11 agosto 1849 - oggi)            |
|                  | Decorazione sotto il titolo di croce di San Giorgio per il merito militare (Decorati della croce di san Giorgio per il merito militare di 1ª classe, decorati della croce di san giorgio per il merito militare di 2ª Classe) (D. n° 23 del 1º giugno 1833 - 7 maggio 1841) |
|                  | Decorazione di San Giorgio per il merito militare (Capo sovrano-oro smaltato, decorati di 1ª classe-oro, decorati di 2ª classe-argento smaltato, decorati di 3ª classe-argento) (D. del 7 maggio 1841 - 11 agosto 1849)                                                     |
| Medaglie         | |
|                  | Medaglia di anzianità per le reali truppe |
|                  | Medaglia dei benemeriti della sanità pubblica |
| bianco e rosso   | Medaglia dei Benemeriti del Principe e dello Stato (oro, argento) (D. n° 177 del 2 novembre 1836 - 4 settembre 1849) |
| bianco e rosso   | Medaglia dei Benemeriti del Principe e dello Stato (oro, argento, rame) (D. n° 453 del 4 settembre 1849 - 17 giugno 1853) |
| scarlatto e bleu | Medaglia dei Benemeriti del Principe e dello Stato (oro, argento, rame) (D. n° 208 del 17 giugno 1853 - ...) |
|                  | Medaglia dei Benemeriti del Principe e dello Stato (oro, argento, rame) (... - 18 agosto 2013) |
| scarlatto e blu  | Medaglia dei Benemeriti del Principe e dello Stato (oro, argento, rame) (D. del 18 agosto 2013 - oggi) |

## Ducato di Mantova
Il Gran Maestro degli Ordini era il duca di Mantova.
| Nastro | Onorificenza                                 |
| ------ | -------------------------------------------- |
|        | Ordine del Redentore                         |
|        | Ordine della Immacolata Concezione           |
|        | Ordine del Cordone Giallo                    |
|        | Ordine delle dame di Maria Elisa (femminile) |
|        | Ordine della Milizia Cristiana               |

## Granducato di Toscana
Il Gran Maestro degli Ordini era il granduca di Toscana.
| Nastro       | Onorificenza |
| ------------ | --- |
| Onorificenze | |
|              | Ordine di Santo Stefano papa e martire (15 marzo 1562-9 aprile 1809 / 15 agosto 1815-16 novembre 1859 / 16 novembre 1859-oggi) Cavalieri militi; cavalieri sacerdoti e cappellani; cavalieri serventi (15 marzo 1562-22 dicembre 1817) Priore (gran croce); balì (gran croce); cavalieri sacerdoti e cappellani; cavalieri beneficiari di commenda di patronato familiare o di grazia; cavalieri militi di giustizia; serventi d'armi e d'ufficio (22 dicembre 1817-oggi) |
|              | Ordine del merito sotto il titolo di San Giuseppe (9 marzo 1807-18 marzo 1860 / 18 marzo 1860-oggi) Gran croci; commendatori; cavalieri (9 marzo 1807-21 dicembre 1997) gran croci; grandi ufficiali; commendatori; cavalieri ufficiali; cavalieri (21 dicembre 1997-oggi) |
|              | Ordine della croce bianca o Ordine della fedeltà (1814-1859) Cavalieri |
|              | Ordine del merito militare (19 dicembre 1853-9 novembre 1861) Cavalieri di prima classe; cavalieri di seconda classe; cavalieri di terza classe |
|              | Ordine del merito civile e militare (9 novembre 1861-19 febbraio 2007) Gran croce; grandi ufficiali; commendatori; ufficiali; cavalieri |
|              | Ordine del merito civile (19 febbraio 2007-oggi) Gran croce; grandi ufficiali; commendatori; ufficiali; cavalieri |
| Medaglie     | |
|              | Medaglia del merito in argento (1815-1859) |
|              | Medaglia d'anzianità militare in ottone (1816-1859) |
|              | Medaglia speciale per merito militare (19 maggio 1841-18 febbraio 1862) |
|              | Medaglia del merito militare (19 dicembre 1850-19 dicembre 1853) |
|              | Benemerenza croce d'onore (9 novembre 1861-oggi) |
|              | Medaglia del merito (18 febbraio 1862-oggi) oro grande; oro; argento grande; argento; rame |
|              | Medaglia della guerra per l'indipendenza italiana |

## Regno delle Due Sicilie (1816 – 1861) e Regno di Napoli precedente al 1735
Di seguito sono elencate le decorazione del Regno delle Due Sicilie e degli stati che l'hanno preceduto (Regno di Napoli).
Il Gran Maestro degli Ordini era il re del Regno delle Due Sicilie.
| Nastro | Nome |
| --- | --- |
| pre 1735 | |
| | Ordine della Stella (1268) |
| | Ordine della Luna Crescente o Ordine del Crescente (1269) |
| | Ordine del Nodo (1355) |
| | Ordine della Nave o Ordine degli Argonauti (1362-1386) |
| | Ordine dell'Arcolaio o Ordine dell'Argata (1388-1390) |
| | Ordine della Leonessa o Ordine della Leonza (1388) |
| | Ordine della Giara (1403) |
| | Ordine dell'Ermellino (1465) |
| | Ordine della Stella (1595) |
| Onorificenze | |
| | Insigne e reale ordine di San Gennaro (3 luglio 1738-) |
| | Reale Ordine Militare di San Carlo (R.D. 22 ottobre 1738 - 6 ottobre 1759-) |
| | Sacro Militare Ordine Costantiniano di San Giorgio |
| | Reale ordine di San Ferdinando e del merito (Legge Sovrana 1º agosto 1800-) |
| | Ordine reale delle Due Sicilie (RR.DD. del 24 febbraio 1808, 5 novembre 1808-4 giugno 1815) |
| | Ordine reale delle Due Sicilie (R.D. del 4 giugno 1815-1º gennaio 1819) |
| | Reale e militare ordine di San Giorgio della Riunione (R.D. del 1º gennaio 1819-) |
| | Reale ordine di Francesco I (R.D. del 28 ottobre 1829-) |
| Medaglie | |
| | Medaglia d'argento per la Campagna di Lombardia (R.D. del 1796) |
| | Medaglia d'oro per la Campagna di Siena (R.D. del 1797) |
| | Medaglia d'Onore d'Oro per l'Assedio di Gaeta (R.D. del 12 settembre 1806) |
| | Medaglia d'Onore d'Argento per l'Assedio di Gaeta (R.D. del 30 ottobre 1806) |
| | Médaille d'honneur de Naples créée en faveur des habitants de la ville particulièrement dévoués à la Couronne (1808-24 maggio 1815) |
| | Medaglia di oro per premio d'incoraggiamento ad Andrea Giannini (R.D. del 20 aprile 1808) |
| | Medaglia d'oro per i Cappellani del Tesoro di San Gennaro (R.D. del 5 ottobre 1808-29 agosto 1815) |
| | Medaglia d'oro a favore degli individui che nelle annuali sollenni esposizioni delle manifatture nazionali ne saranno risultati i più meritevoli (R.D. del 31 gennaio 1809-27 agosto 1810) |
| il colore era quello della relativa uniforme                                                                                              | Médaille d'argent commémorative du 26 mars 1809 ai legionari delle 14 Legioni Provinciali della Guardia Civica per la presentazione delle bandiere (R.D. del 29 marzo 1809) |
| | Medaglia d'Oro e Medaglia d'Argento del Reale Ordine di San Ferdinando e del Merito (R.Dispaccio 25 luglio 1810) |
| | Medaglia d'oro per coloro che si distinguono nella esposizione delle manifatture nazionali (R.D. 27 agosto 1810) |
| Facoltà di Teologia Facoltà di Giurisprudenza Facoltà di Medicina Facoltà di Scienze Matematiche e Fisiche Facoltà di Lettere e Filosofia | Medaglia di onore per i professori della Università degli Studi (R.D. del 1º gennaio 1812) |
| | Medaglia di onore per ricompensare i distinti servizi della Guardia d'Interna Sicurezza (R.D. del 1º novembre 1814) |
| | Medaglia d'onore per ricompensare i distinti servizi dei Ministri, Grandi Uffiziali della Corona, Capitani delle Guardie, Tenenti Generali e Marescialli di Campo in Attività di Servizio, Arcivescovi, Attendenti e dei Decorati "Sicurezza Patria", Impiegati Civili e Militari (R.D. del 1º novembre 1814) |
| | Medaglia di onore per ricompensare i distinti servizi concessa a tutti gl'individui de' diversi Corpi dello Stato (R.D. del 1º dicembre 1814) |
| | Médaille militaire du Mérite destinée à récompenser la valeur des troupes napolitaines pendant les campagnes de 1812, 1813 et 1815 (1815) |
| | Medaglia di oro al Sindaco, agli Eletti ed ai Decurioni pro tempore della Fedelissima Città di Pizzo in premio di segnalato merito acquisito (RR.DD. del 18 e 19 ottobre 1815) |
| | Medaglia di argento ad individui della Fedelissima Città di Pizzo in premio di segnalato merito acquisito (R.D. del 12 aprile 1816) |
| | Medaglia di onore per decorare i militari venuti in Sicilia (R.D. del 9 agosto 1816) |
| | Medaglia di onore per decorare i militari di marina pervenuti in Sicilia o colà rimasti (R.D. del 30 agosto 1816) |
| | Medaglia di argento alla memoria conceduta a Mariano Polia di Pizzo (R.D. del 2 ottobre 1816) |
| | Medaglia d'oro (Ducati 600) della Reale Società Borbonica un Premio Annuale (Articolo 13) Medaglia d'oro (Ducati 300) della Reale Società Borbonica un Premio Quadrimestrale (Art. 14) Medaglia d'oro (Ducati 6) della Reale Società Borbonica Premi Individuali (Art. 17) (R.D. n. 677 del 2 aprile 1817) |
| | Medaglia di oro del Reale Istituto d'Incoraggiamento (1818: "destinata a premiare le invenzioni e le scoverte") |
| | Medaglia di argento del Reale Istituto d'Incoraggiamento (1818: "destinata a premiare gli oggetti d'introduzione e di miglioramento") |
| Premio alla virtù Dono al merito Lodevole azione di seta Lodevole azione di lino                                                          | Premio di opinione di distinzione con marca visibile alle alunne de' conservatorii orfanotrofi e ritiri di donzelle come pegno perpetuo delle lodevoli loro azioni (R.D. del 17 novembre 1824) - Medaglia di argento della rotondità di un tarì da portarsi attaccata alla veste sul cuore, sostenuta da rosso nastro in seta, nella quale da una parte sia inciso il nome dello stabilimento e dall'altra la leggenda premio alla virtù - Medaglia di ottone della rotondità di un tarì da portarsi attaccata alla veste sul cuore, mercé una piccola nocca bianca di nastro di seta, nella quale da una parte sia inciso il nome dello stabilimento e dall'altra la leggenda dono al merito - Fettuccia di seta color viola un pollice larga legata alla cintola della veste - Fettuccia di lino color viola un pollice larga legata alla cintola della veste |
| | Premio di opinione di distinzione con marca visibile alle maestre de' conservatorii orfanotrofi e ritiri di donzelle ove luminosamente si distinguono nell'esercizio delle loro funzioni (R.D. del 17 novembre 1824) - Medaglia di argento del disco e della spessezza di un tre carlini, che porteranno sospesa al collo mercé uno stretto monile di piccoli coralli, avrà la medaglia il nome dello stabilimento scritto su di una delle due superficie e sulla parte opposta una corona di alloro, sotto la quale si leggerà tributo di gratitudine |
| | Medaglia destinata a distinguere coloro che se ne renderanno meritevoli per servizi di pubblica utilità (R.D. del 22 dicembre 1825) |
| | Medaglia del merito civile (Oro ed Argento) (R.D. del 17 dicembre 1827) |
| | Medaglia di Francesco I (R.D. del 28 settembre 1829) |
| | Medaglia per la morte di Francesco I (1830) |
| | Medaglia commemorativa dell'ascesa al trono di Ferdinando II (1830) |
| | Medaglie di oro e di argento da distribuirsi dall'Istituto d'Incoraggiamento in Sicilia per premiare gli artieri ed i manifatturieri che ne saranno meritevoli (R.D. del 9 novembre 1831) |
| | Medaglia di oro piccola del Reale Istituto d'Incoraggiamento (Sovrano Rescritto del 4 giugno 1832: "destinata a premiare gli oggetti di perfetta esecuzione") |
| | Medaglia di onore per compensare il lodevole servizio militare (R.D. del 23 dicembre 1834) |
| | Medaglia commemorativa per il matrimonio di Ferdinando II e Maria Teresa (1837) |
| | Medaglia commemorativa dell'inaugurazione di un tratto ferroviario (1839) |
| | Medaglia per ricordare il soggiorno di Pio IX a Gaeta (1848) |
| | Medaglia per la campagna di Sicilia del 1849 (1849) |
| | Medaglia per l'assedio di Messina (1849) |
| | Medaglia "FEDELTÀ" |
| | Medaglia per la posta sotto speciale protezione di San Tommaso d'Aquino dell'Università degli Studii (R.D. del 26 dicembre 1852) |
| | Medaglia coniata dalle "Mamme cristiane" e dedicata alla Regina delle Due Sicilie (1856) |
| | Medaglia al valore per la Sicilia occidentale (pei combattimenti di Calatafimi e di Palermo) (aprile-maggio 1860) |
| | Medaglia al valore (per la repressione della rivoluzione di) Catania (31 maggio 1860) |
| | Medaglia alla costanza e Valore (pei combattimenti di) Archi e Milazzo (17-20 luglio 1860) |
| | Medaglia Campagna Settembre Ottobre 1860 - Triflisco, Caiazzo, S. Maria, S. Angelo, Garigliano (17 settembre-2 ottobre 1860) |
| | Medaglia commemorativa pei difensori di Gaeta 1860 - 1861 (5 novembre 1860-14 febbraio 1861) |
| | Medaglia della Traslazione di S.M. Francesco II e della Regina Maria Sofia di Baviera del 18 maggio 1984 (1984) |

## Regno di Sicilia (1130 - 1816)
Di seguito sono elencate le decorazioni, onorificenze e ordini cavallereschi del Regno di Sicilia, dal 1130 al 1735.
- Ordine della Corona normanna
- Ordine del Cingolo militare
- Ordine della Banda (1332-1474)
- Ordine di San Giorgio d’Antiochia (1336-1???)
- Ordine di Santo Spirito (1379-1???)
- Ordine della Giara (1403-1530)[17]
- Ordine dinastico dei cavalieri di San Giovanni

## Ducato di Savoia (1416 – 1720) e Regno di Sardegna (1720 – 1861)
Il Gran Maestro degli Ordini era il duca di Savoia poi il re di Sardegna.
| Nastro       | Onorificenza                                 |
| ------------ | -------------------------------------------- |
| Onorificenze |                                              |
|              | Ordine supremo della Santissima Annunziata   |
|              | Ordine dei Santi Maurizio e Lazzaro          |
|              | Ordine militare di Savoia                    |
|              | Ordine civile di Savoia                      |
| Medaglie     |                                              |
|              | Medaglia al valor militare d'oro e d'argento |
|              | Medaglia al valore di Marina                 |
|              | Medaglia al valor civile                     |
|              | Medaglia piemontese della guerra di Crimea   |
|              | Medaglia ai benemeriti della salute pubblica |

## Regno Lombardo-Veneto (1815 – 1866)
Il Gran Maestro degli Ordini era l'imperatore d'Austria in quanto re del Regno Lombardo-Veneto.
| Nastro | Onorificenza                             |
| ------ | ---------------------------------------- |
|        | Ordine del Toson d'oro                   |
|        | Ordine reale di Santo Stefano d'Ungheria |
|        | Ordine militare di Maria Teresa          |
|        | Ordine imperiale di Leopoldo             |
|        | Ordine della Corona ferrea               |
|        | Ordine imperiale di Francesco Giuseppe   |
|        | Ordine teutonico                         |
|        | Ordine della Croce stellata              |
|        | Ordine di Elisabetta Teresa              |

## Repubblica di Genova
Il Gran Maestro dell'Ordine era il doge di Genova.
| Nastro | Onorificenza                                            |
| ------ | ------------------------------------------------------- |
|        | Ordine militare di San Giorgio Cavaliere (classe unica) |

## Repubblica di Venezia
Il Gran Maestro degli Ordini era il doge di Venezia.
| Nastro | Onorificenza                                                                        |
| ------ | ----------------------------------------------------------------------------------- |
|        | Ordine di San Marco Cavaliere (classe unica)                                        |
|        | Ordine della Stola d'oro Cavaliere (classe unica) poi unito all'Ordine di San Marco |
|        | Ordine della Spada e del Silenzio Cavaliere (classe unica)                          |

## Stato Pontificio
Il Sovrano degli Ordini era il Sommo Pontefice.
| Nastro                 | Nome                                                                              |
| ---------------------- | --------------------------------------------------------------------------------- |
| Onorificenze           |                                                                                   |
|                        | Ordine supremo del Cristo (14 marzo 1319) o Milizia di Nostro Signore Gesù Cristo |
|                        | Ordine dello Speron d'oro (7 febbraio 1905) o Milizia Aurata                      |
|                        | Ordine Piano (17 giugno 1847) o di Pio IX                                         |
|                        | Ordine di San Gregorio Magno (1º settembre 1831)                                  |
|                        | Ordine di San Silvestro papa (31 ottobre 1841)                                    |
|                        | Ordine equestre del Santo Sepolcro di Gerusalemme (1099)                          |
|                        | Ordine teutonico                                                                  |
|                        | Ordine di San Giovanni in Laterano                                                |
|                        | Ordine del Moro (23 settembre 1806) o del Morello                                 |
|                        | Ordine di Santa Cecilia (15 novembre 1847 - 1870)                                 |
|                        | Ordine degli Avvocati di San Pietro (5 luglio 1878 - 26 maggio 1909)              |
| Medaglie e decorazioni |                                                                                   |
|                        | Medaglia "Benemerenti" per la presa di Perugia                                    |
|                        | Medaglia dell'assedio di Roma                                                     |
|                        | Croce di Mentana                                                                  |
|                        | Medaglia di Castelfidardo                                                         |
|                        | Medaglia per i volontari romani alla difesa di Vicenza                            |
|                        | Medaglia commemorativa della chiusura della Porta Santa (1826)                    |
|                        | Rosa d'oro                                                                        |